# Prawo Murphy’ego (film)
Prawo Murphy’ego (ang. Murphy's Law) – amerykański film sensacyjny z 1986 roku w reżyserii J. Lee Thompsona. Zdjęcia kręcono w Los Angeles.

## Fabuła
Jack Murphy to policjant, który ma duże problemy. Psychopatka Joan Freeman, którą kiedyś zamknął, wyszła na wolność. Grozi mu śmiercią. Również gangster Frank Vincenzo ma z nim rachunki do wyrównania – Murphy zastrzelił mu brata. Joan zabija byłą żonę Murphy’ego i jej obecnego męża, wrabiając Jacka w tę zbrodnię. Murphy trafia do więzienia, z którego ucieka wspólnie ze złodziejką Arabellą. Razem muszą schwytać prawdziwych sprawców morderstwa.

## Główne role
- Charles Bronson – Jack Murphy
- Kathleen Wilhoite – Arabella McGee
- Carrie Snodgress – Joan Freeman
- Robert F. Lyons – Art Penney
- Richard Romanus – Frank Vincenzo
- Angel Tompkins – Jan
- Bill Henderson – Ben Wilcove
- James Luisi – Ed Reineke
- Clifford A. Pellow – Porucznik Nachman
- Janet MacLachlan – Dr Lovell
- Lawrence Tierney – Cameron
- Jerome Thor – Sędzia Kellerman
- Mischa Hausserman – Detektyw Dave Manzarek
- Cal Haynes – Reese
- Hans Howes – Santana
- Joseph Roman – Carl
- Chris DeRose – Tony Vincenzo
- Frank Annese – Kelly
- Paul McCallum – Hog
- Dennis Hayden – Sonny
- Tony Montero – Max
- David Hayman – Jack
- Janet Rotblatt – Pani Vincenzo